# Cavendishia pubescens
Cavendishia pubescens là một loài thực vật có hoa trong họ Thạch nam. Loài này được (Kunth) Hemsl. mô tả khoa học đầu tiên năm 1881.